# Oreogrammitis atrostipes
Oreogrammitis atrostipes är en stensöteväxtart som beskrevs av Barbara S. Parris. Oreogrammitis atrostipes ingår i släktet Oreogrammitis och familjen Polypodiaceae. Inga underarter finns listade.